# Силезия (княжество)
Княжество Силезия (пол. Księstwo śląskie, нем. Herzogtum Schlesien, чеш. Slezská knížectví) — средневековое княжество в историческом регионе Силезия. Вскоре после образования в 1138 году оно распалось на мелкие силезские княжества, и после ряда попыток объединения в 1248 году было окончательно разделено на отдельные феодальные владения.

## География
Во время создания Силезия занимала бассейн верхнего и среднего течения Одры. На юге Судеты (вплоть до Моравских Врат) отделяли её от Чехии и Моравии; граница была зафиксирована договором 1137 года после более чем вековой борьбы. На западе Нижняя Силезия граничила с Лужицкой маркой (позднее — Нижняя Лужица) и землями мильчан (позднее — Верхняя Лужица) по рекам Бубр и Квиса. На севере Силезия граничила с Великой Польшей, а на востоке — с Сеньориальным уделом Малой Польши по рекам Пжемша и Бяла.
Когда княжество было воссоздано в 1163 году, то в него также вошла Любушская земля к северо-западу от Кросно-Оджаньске (до этого — самая западная часть Великой Польши), в 1248 году перешедшая к маркграфству Бранденбург. В 1177 году польский князь Казимир II включил в состав Верней Силезии кастеллянства Бытом, Освенцим, Затор, Севеж и Пшина. Когда в 1335 году в соответствии с Тренчинским договором Силезия стала феодом Богемии, то эти земли — за исключением Бытома и Пшины — вернулись Короне Королевства Польского.

## История
Согласно завещанию Болеслава Кривоустого 1138 года, страна была разделена на пять частей, а центральная часть должна была образовать особый удел, который бы передавался старшему князю из рода Пястов. Силезия, Любушская земля вместе титулом принцепса (верховного князя) достались старшему сыну Болеслава Владиславу. Однако против Владислава объединились младшие сводные братья, и после того, как в 1146 он бежал в Священную Римскую империю, Силезия перешла к сводному брату Владислава — Болеславу.
Под давлением Фридриха Барбароссы Болеславу пришлось в 1163 году передать Силезию сыновьям Владислава. Пока существовала угроза со стороны Болеслава — братья правили совместно, но в 1172 году трения между ними дошли до открытого конфликта, и в 1173 году они разделили Силезию:
- Болеслав I Долговязый, как старший, получил Вроцлавское (Нижнесилезское) княжество[1], в которое входила Легница.
- Мешко I Плясоногий стал князем Рацибужа; король Казимир II, видя допущенную несправедливость, передал ему часть территорий Малой Польши.

В последующей междоусобной борьбе силезская территория стала дробиться на дальнейшие феодальные владения, и в дальнейшем уже никогда не была под властью одного князя. В 1230 году Генриху I Бородатому удалось объединить под своей властью Нижнюю Силезию. В 1232 году он взошёл на краковский престол, объединив польские земли, и казалось, что Статут Болеслава Кривоустого снова в силе. После смерти Генриха в 1238 году краковский престол занял его сын Генрих II Набожный, который в 1239 году передал Верхнюю Силезию своему двоюродному брату Мешко II; Любушскую землю в 1241 году получил сын Генриха II Мешко. Однако надежды на объединение польских земель под властью Силезских Пястов рухнули в 1241 году, когда Генрих II погиб в битве под Легницей, а его старший сын Болеслав II Рогатка проиграл борьбу за краковский престол Болеславу V Стыдливому. В 1242 году Болеслав II получил Любушскую землю после смерти своего брата Мешко, но в 1248 году ему пришлось разделить владения со своими младшими братьями. После этого Нижняя Силезия больше не бывала под властью единого монарха.

## Последующая судьба
При последующих поколениях дробление силезских феодальных владений продолжалось. В начале XIV века большинство силезских княжеств стало вассалами Богемской короны. В 1327 году правивший во Вроцлаве бездетный Генрих IV подписал с королём Богемии Яном Люксембургским договор о наследовании. В 1335 году польский король Казимир III подписал с Яном Люксембургским Тренчинский договор, в соответствии с которым большая часть княжеств Силезии (кроме Освенцимского и Заторского) становились Землями Богемской короны; в 1348 году это было подтверждено Намслауским договором.

## Князья Силезии
| # | Портрет | Имя (годы жизни)                                 | Родители                                       | Годы правления | Примечания |
| --- | ------- | ------------------------------------------------ | ---------------------------------------------- | -------------- | --- |
| 1 |         | Владислав II Изгнанник (1105 — 30 мая 1159)      | Болеслав III Кривоустый Сбыслава Святополковна | 1138-1146      | великий князь Польши в 1138—1146 годах, князь Кракова, Сандомира, восточной Великой Польши, Куявии и Поморья                                |
| 2 |         | Болеслав IV Кудрявый (1120/1122 — 5 января 1163) | Болеслав III Кривоустый Саломея фон Берг       | 1146-1163      | великий князь Польши в 1146—1173 годах, князь Мазовии (с 1138 года), Кракова, Куявы, Гнезно и Калиша (с 1146 года), Сандомира (с 1166 года) |
| 3 |         | Болеслав I Долговязый (1127 — 7/8 декабря 1201)  | Владислав II Изгнанник Агнесса Бабенбергская   | 1163-1172      | князь Вроцлава (с 1173 года) |
| 4 |         | Мешко I Плясоногий (1132/1146 — 16 мая 1211)     | Владислав II Изгнанник Агнесса Бабенбергская   | 1163-1173      | князь Рацибужа (с 1173 года) |
| В 1173 году братья разделили Силезское княжество: Болеславу I досталось Вроцлавское (Нижнесилезское) княжество, Мешко I − Ратиборское (Верхнесилезское) княжество. Отдельно было выделено Опольское княжество для Ярослава, сына Болеслава I |         |                                                  |                                                |                | |